# Pariana
Pariana è una frazione del comune di Massa, in provincia di Massa-Carrara.

## Geografia fisica
Pariana è situata in una posizione panoramica sul Colle Belvedere alle spalle della città di Massa e dista 1 km da San Carlo Terme. Il paese si trova nella Valle del Frigido, sulla strada regionale che collega Massa alla Garfagnana.
Corsi d’acqua
I corsi d’acqua del territorio seguono due linee differenti: alcuni scorrono lungo il versante nord ovest e confluiscono nel Fiume Frigido, altri occupano il versante sud e continuano a scorrere ai piedi del monte su cui sorge il paese.
- Il canale delle Acque Rosse nasce ad Acquaviva (o Cafaggio) e segna il confine con Altagnana. In passato veniva sfruttato per far funzionare il mulino del paese
- Il canale della Ciocca nasce da diverse sorgenti situate lungo la strada che porta da Massa ad Arni. La zona è chiamata Settefontane ed è famosa per le sue sorgenti d’acqua. Infatti fino agli anni '70 c’erano diverse fontane dove era possibile prelevare grandi quantità d'acqua potabile. Il luogo era frequentato anche dagli abitanti dei paesi vicini a Pariana, tanto da essere raffigurato in una stampa risalente al XVII secolo
- Il canale di San Giovanni nasce dall'incontro di due ruscelli, il Chiaretta e il Venturino
- Il Chiaretta scorre presso la località Ca’ di Cecco[2]
- Il Venturino nasce dal colle di Marzana, poco distante da Ca’ di Cecco. Il nome del colle probabilmente è di origine latina e deriva da Martius, fondo di Marzio, colui che abitava questa zona in epoca romana o medievale[3]
- Il Grondola, piccolo torrente, si unisce al canale di Bergiola. Il nome deriva dal latino gronda, che significa orlo di altura e indica il territorio di fronte a Pariana
- Nel fosso di Giulio sotto San Carlo, lungo la strada comunale di Pariana, scorre un piccolo corso d'acqua
- Il Serra è il corso più importante. In passato serviva ai contadini per far funzionare i mulini e il frantoio. Nasce sopra Tombara e ha numerosi affluenti dal lato destro. Nel XIV secolo veniva chiamato Canale di Castiglione poiché toccava il monte di Castiglione

## Sviluppo del territorio
Secondo gli estimi del XIV secolo, il territorio sfruttato dai contadini per le colture era vasto.
Nelle zone pianeggianti e collinari si praticavano la viticoltura e la coltivazione degli ortaggi, favorite da un clima mite con escursioni termiche limitate.
Successivamente, nell'estimo realizzato per Maria Teresa Cybo Malaspina nel 1743, il territorio appariva completamente diverso dagli estimi del XIV secolo.
Erano aumentati gli olivi e le viti e il castagno era diventato una coltura specializzata.
Un ruolo importante in questi anni era ricoperto dalla selva, intesa come l’insieme delle colture di tipo boschivo ma anche come l’insieme di olivi, castagni e viti.
Il legname era però sfruttato anche dall'industria metallifera, infatti già nel Cinquecento il duca Alberico Cybo emanò un decreto con il divieto di danneggiare i castagni, fondamentali per la produzione di farina.
Il catasto di Maria Beatrice d'Este del 1820 riportava ancora l'eccessivo utilizzo del legname. Infatti in questo periodo i castagni continuavano ad essere abbattuti.
La loro espansione iniziò nuovamente nel secolo successivo e durò fino alla Seconda Guerra Mondiale.
Dati censuari del 1987
I dati censuari del 1987 delineano una divisione approssimativa del territorio:
|                  | Superficie (ha-are-centiare) | %      |
| ---------------- | ---------------------------- | ------ |
| Bosco            | 339.08.14                    | 67,47  |
| Castagneto       | 36.59.14                     | 7,29   |
| Pascolo          | 31.32.69                     | 6,25   |
| Uliveto          | 17.70.92                     | 3,52   |
| Prato            | 15.24.22                     | 3,03   |
| Vigneto          | 14.69.54                     | 2,92   |
| Seminativo       | 13.07.67                     | 2,60   |
| Agrumeto         | 28.35                        | 0,05   |
| Pioppeto         | 38.09                        | 0,07   |
| Incolto          | 1.15.57                      | 0,22   |
| Strade e accessi | 17.50.60                     | 3,48   |
| Acque            | 8.60.81                      | 1,71   |
| Fabbricati       | 7.01.39                      | 1,39   |
| TOTALE           | 502.67.13                    | 100,00 |

## Storia[5]
La prima attestazione scritta sul paese risale al XII secolo ma sono stati rinvenuti reperti archeologici che testimoniano la presenza dell'uomo nel luogo fin dal Paleolitico, nei dintorni di Cirimea e dei Tecchioni.
Secondo le testimonianze di Luigi Pernier sono stati trovati anche frammenti di selce lavorata che fanno pensare a vere punte di freccia.
La scoperta di un deposito di bronzo e di alcune tombe a cassetta testimonia la presenza di uomini nelle zone collinari del Frigido nell'età dei metalli. 
- Nel 1918 venne alla luce il deposito di bronzo grazie ad alcuni operai che stavano cercando blocchi di quarzo in località Tecchiarella. "Vengono recuperati due fiocine a cinque punte, un falcetto spuntato, uno scalpello rotto in due pezzi, frammenti di due braccialetti, una punta di lancia e un pugnaletto" [6]. Ad oggi tutti i reperti sono custoditi nel Castello Malaspina di Massa.
- Meno conosciute sono le tombe rinvenute nei dintorni di Tombara (inizi del II secolo a.C.) e Cirimea (I secolo a.C.).  Entrambe in cassetta litica, contenevano un cinerario ed elementi di corredo fittili e metallici. In particolare nella tomba di Tombara sono contenuti oggetti che configurano la presenza di un guerriero sepolto con la sua panoplia.

Il paese fu un centro dei Liguri Apuani.

## Fortilium
Nel periodo romano "Pariana era situata all'imboccatura della Valle del Frigido e faceva parte di un sistema difensivo costituito da un fortilium"  che aveva la funzione di unire i luoghi abitati della valle e proteggerli dai nemici.
Anche la struttura stessa del territorio era adatta a questa funzione: case costruite l’una accanto all'altra e strade strette collegate tra loro quasi a formare un labirinto.
Tre punti di difesa fondamentali erano rappresentati da:
- Guardatoia, luogo usato come vedetta per prevenire attacchi nemici;
- Castiglione, piccolo corso d’acqua che scorreva accanto al paese;
- Torriccio, "torre di dimensioni modeste e dall'aspetto rozzo e rustico"[8].

Dopo le lotte romane e con la totale conquista del territorio da parte dei Romani tutto cambiò e Pariana diventò un centro agricolo.
Le popolazioni abbandonarono i territori di montagna e iniziarono a popolare le pianure, molto più adatte ad essere coltivate. Vennero costruiti i pagi, strutture essenziali caratteristiche dell’organizzazione romana e vengono abbandonati i castelli.

## Origini
Gli anziani di Pariana tramandano da generazione in generazione una storia molto divertente sull’origine del loro paese.
Dai loro racconti sembra che Pariana discenda dai Greci, e Berticagnana (attualmente Altagnana) dagli sconfitti Troiani. 
Riprendendo gli eventi della guerra di Troia hanno così spiegato l’origine della “storica diatriba” che viene portata avanti da anni dai due paesi.
Sull’etimologia del nome esistono quattro diverse ipotesi:
- Secondo la prima ipotesi, Pariana deriva dal celtico Par-janua o dal latino Paries-janua che indica un ingresso in pietra o una parete di ingresso. Ciò è legato all’esistenza di una stradina incassata tra la roccia[9] che porta da Massa a Pariana;
- La seconda ipotesi suppone che Pariana derivi da Paries-jana, parete di Jana, cioè la dea Giana o Diana. Questa spiegazione non si fonda su ritrovamenti certi ma sull’ipotesi che il Santuario della Madonna delle Capannelle, ai piedi del monte, sorga su un vecchio tempio dedicato a Diana;
- Secondo la terza ipotesi bisogna invece interpretare in modo diverso il significato di Paries, parete. Il nome indicherebbe un gruppo di pareti o case;
- Un’ipotesi totalmente diversa sostiene invece che l’origine dell’etimologia di Pariana sia longobarda. Il nome deriverebbe da plano de Ariana, che significa pianoro di Arianna. Ma questa spiegazione non convince molti studiosi perché il paese sorge su una roccia.

## Luoghi di interesse
- La chiesa parrocchiale di San Giovanni Battista,[10] documentata dalla fine del XIV secolo, è formata da una sola navata con copertura a capanna. All'interno si conservano un fonte battesimale settecentesco in marmo bianco, un'acquasantiera in marmo bianco a forma di conchiglia dello stesso periodo e la pala d'altare rappresentante San Genesio
- L'oratorio di San Rocco
- Il giardino pubblico con la fonte denominata Polla di Tommaso

## Manifestazioni
Rappresentazione popolare della Passione di Cristo
Ogni anno a Pariana viene organizzata una rappresentazione popolare della Passione di Cristo. La manifestazione, organizzata dagli abitanti di Pariana e diretta dal Professor Lorenzo Grossi, tocca le fasi salienti della Passione, spostandosi via via nei luoghi biblici ricreati lungo il percorso. La rappresentazione parte dalla località Ca' di Cecco, per scendere successivamente verso il parco Polla di Tommaso dove avviene la crocifissione. 
Non è una Via Crucis ma le scene più importanti della Passione sono recitate da attori e figuranti vestiti con abiti dell'epoca e scelti tra la popolazione di Pariana e San Carlo.
La rappresentazione si apre con l'arrivo di Gesù a Gerusalemme accolto dalla folla festante; soprattutto in questa scena il pubblico viene coinvolto direttamente, perché viene munito di palme e rami d'ulivo. Poi si susseguono l'ultima cena, la cattura nell'Orto degli Ulivi, il dialogo con Pilato, fino alla già citata crocifissione, passando dalla scena delle cadute, il tradimento e l'impiccagione di Giuda e dell'incontro con la Veronica. 
La manifestazione è patrocinata dall'Assessorato alla Cultura del Comune di Massa.
Il Calendo
Il Calendo rappresenta una delle più antiche tradizioni di Pariana risalenti all'epoca romana. Consiste nell'accensione di una pira di legna che inizia a bruciare come buon auspicio per un ricco raccolto. Il clima freddo dell’inverno lascia così spazio a una primavera rigogliosa.
Solitamente si svolge tra la fine di aprile e gli inizi di maggio. Nei giorni precedenti molti uomini raccolgono fascine di legna e le posizionano nella piazza del cimitero del paese.
Questo evento è molto sentito dai paesani che si raccolgono attorno alla pira insieme a parenti e amici.

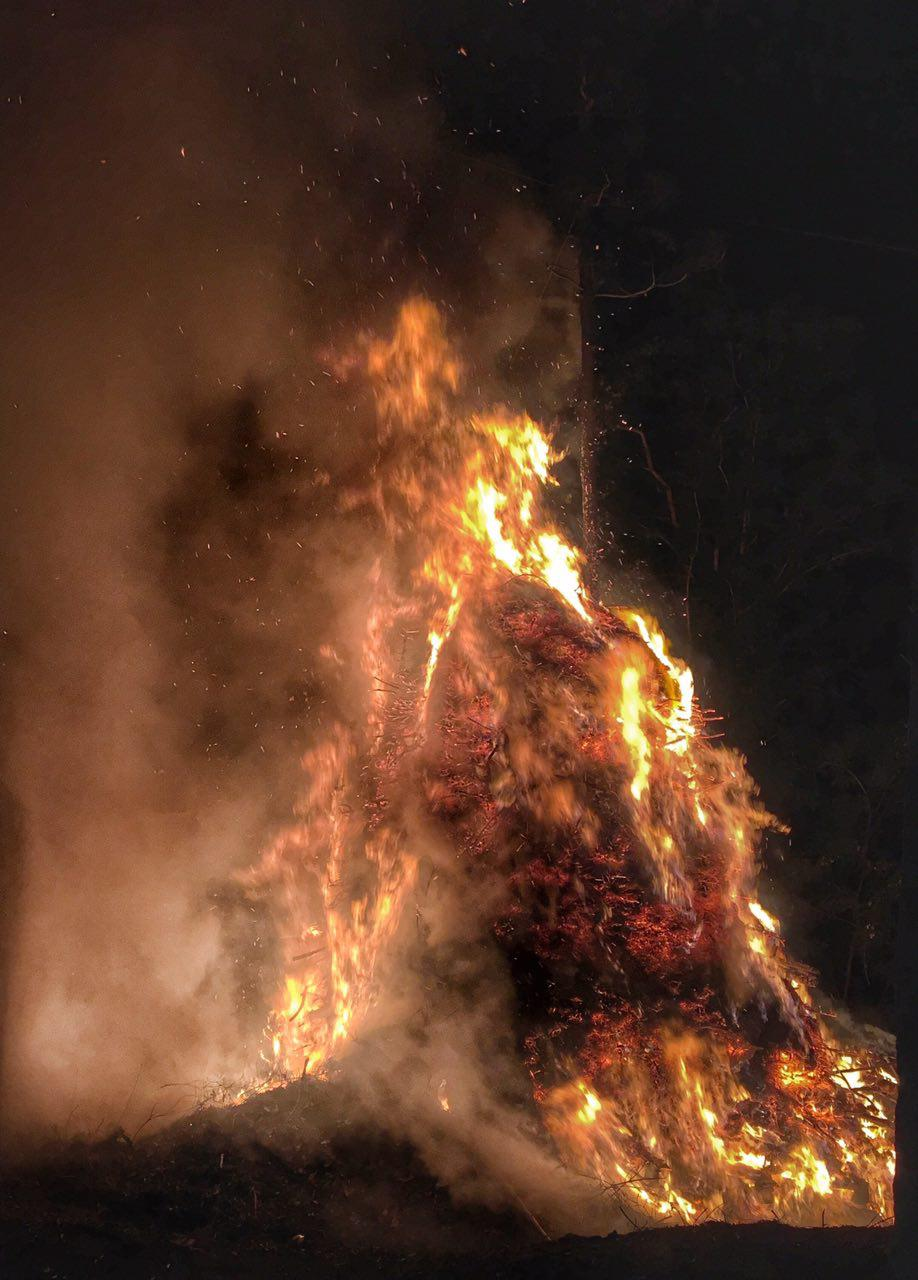
Le fiamme del Calendo

## Usi e costumi
Giochi e divertimenti
Gli anziani trascorrono i pomeriggi riunendosi nel bar del paese e giocando a carte. Si formano delle coppie che si sfidano in un torneo e alla fine della giornata coloro che perdono devono pagare il vino a tutta la compagnia. 
Questa abitudine è molto diffusa anche nei paesi vicini, Altagnana e San Carlo.
Fino a qualche anno fa era molto famoso anche il gioco delle bocce. Gli anziani provenienti da tutti i paesi vicini a Pariana si riunivano nel piccolo parco delle Terme di San Carlo e si sfidavano fino a sera. 
Nel 2017 il parco è in fase di ristrutturazione e inagibile.
I bambini si riuniscono nella piazza centrale del paese per stare insieme durante il pomeriggio facendo giochi come Nascondino e Un, due, tre, stella.
Le bambine spesso riprendono giochi svolti anche dalle loro nonne, come il gioco delle mamme o la campana.
Tra gli anni ’50 e ‘60 erano famose diverse filastrocche che venivano cantate e accompagnate da alcuni movimenti.
Nella filastrocca Ho perso una pecorella i bambini formavano un cerchio e si tenevano per mano alla ricerca di un bambino che avesse le caratteristiche cantate, in Trecento cavalieri le bambine si lasciavano cadere dopo aver pronunciato l’ultima parola della filastrocca e con La bella lavanderina una bambina si posizionava al centro di un cerchio e mimava le parole.
Credenze popolari
A Pariana e nei paesi vicini viene tramandato di generazione in generazione uno scongiuro contro la malasorte:

Nel nome di Maria

questo male se ne vada via,

nel nome della Santissima Trinità

questo male se ne va,

nel nome della Santa Costrizione

questo male vada in perdizione.
Pronunciando queste parole, una donna pone sulla testa di un soggetto un piatto pieno d’acqua poi con un rosario fa il segno della croce per tre volte.
Alla fine fa cadere tre gocce d’olio nel piatto.
Se davvero la malasorte perseguitava il soggetto le gocce d’olio spariscono, altrimenti rimangono.
La Cucina
I piatti tipici di Pariana appartengono a una cucina povera, tipica di contadini e classi povere.
Le ricette vengono preparate con ingredienti semplici e propri della tradizione locale.
L'elemento principale è da sempre la polenta, soprattutto quella di castagne, con la quale si preparano il neccio e il castagnaccio.
Il regime alimentare è carente di proteine e vitamine ma ricco di carboidrati. Patate, fagioli e pasta sono gli elementi più usati con i quali si creano polpette e torte al forno.
La frutta viene usata per fare confetture di ogni tipo. I fichi, abbondanti nel territorio, sono i più utilizzati.
Una particolarità di Pariana e dei paesi vicini è la confettura di pomodori, utilizzata per fare crostate o accostata ai formaggi.

## Il dialetto
Il dialetto parlato a Pariana è quello massese e ha radici comuni ai dialetti delle valli del Carione e del Magra, si avvicina particolarmente al dialetto parlato ad Altagnana.
Attualmente il dialetto parianese ha caratteristiche diverse da quello parlato a metà del Novecento e si è italianizzato molto sia nella pronuncia sia nelle parole utilizzate nel quotidiano.
Gli aspetti principali sono:
- L'aferesi iniziale in molte parole come ‘Ngiò(Angelo)
- Il suono  /ʤ/
- Il suono /k/
- L’assenza quasi totale di doppie

Canzoni e filastrocche
Le canzoni e le filastrocche della tradizione parianese si riferiscono principalmente a fatti della vita quotidiana.
Contengono morali per bambini o prendono in giro qualcuno.
Spesso in campagna i contadini camminavano scalzi nei periodi più caldi e calpestavano i ricci dei castagni o di altre piante spinose. Dovevano poi estrarre le spine e il dolore era molto forte. 
Per rendere il momento più divertente recitavano una simpatica filastrocca allo sfortunato:
Una volta a i era un,

chi se levava un prun,

dal gusto chi trovava,

se lo meteva e se lo cavava.
Letteralmente:
Una volta c’era un contadino,

che si toglieva una spina,

dal gusto che vi trovava,

se la rimetteva e poi se la ritoglieva.
Per descrivere la maestosità dei falchi che si aggiravano nel cielo in cerca di prede i bambini cantavano:
Falco, falchetto,

fammi un giretto,

fammelo ben,

falchetto tu sen.
Facendo dondolare i bambini sulle ginocchia dei genitori si cantava una filastrocca per farli sorridere:
O babbo, o mamma,

compratemi un tamburin,

per far baiar la gata,

con tutti i so gatin.
Letteralmente:
O babbo, o mamma,

compratemi un tamburino,

per far ballare la gatta,

con tutti i suoi gattini.
Modi di dire
I modi di dire sono considerati dai parianesi parte fondamentale della cultura del paese, una ricchezza preziosa da tramandare a figli e nipoti.
Hanno origine da episodi ed esperienze della vita quotidiana che vengono reinterpretati in modo ironico e scherzoso.
Alcuni sono in dialetto, altri in italiano.
In dialetto
Chi troppo sta col prete o con medigo, o diventa malado o diventa eretico.

Letteralmente: chi frequenta spesso i sacerdoti o i medici diventa un malato o un eretico.

Fa dell'ironia sui preti che non fanno il loro dovere e sui medici che non conoscono bene la loro professione.
La zazzera al passa tre volte al dì: la sera, la matina en sel colpo del mizudì. 

Letteralmente: la fame arriva tre volte al giorno: la sera, la mattina e a mezzogiorno.

Secondo il proverbio, in ogni momento in cui la fame arriva va soddisfatta.
Chi al va al Ponto e in se 'nciampa, va siguro fino en Francia.

Letteralmente: chi arriva a Borgo del Ponte senza trovare ostacoli, va dritto fino in Francia.

Il proverbio si riferisce ai Parianesi che, prima di arrivare a Massa, passavano a Borgo del Ponte dove incontravano persone molto disponibili e difficilmente proseguivano il loro cammino.
In italiano
Chi ha vizi nelle ossa, li porta fino alla fossa.

Il proverbio si riferisce alle persone viziate, che rimarranno tali fino alla morte.
Per volontà divina è nata una gallina.

Nell'immaginario comune la gallina è considerata un animale poco intelligente ma il proverbio ne sottolinea la necessità nella vita degli esseri umani.
Non esiste serratura che incatena la paura,
l'allegria fa campare,
la passione fa crepare.

Non esiste nessun modo per tenere lontana la paura, nella vita l'uomo può solamente essere allegro per vivere di più, la passione lo fa morire.